# Nasko Sirakov
Nasko Petkov Sirakov (bulharsky Наско Петков Сираков, * 26. dubna 1962 Stara Zagora) je bývalý bulharský fotbalový útočník.

## Klubová kariéra
Od třinácti let hrál za PFK Levski Sofia, v první lize debutoval roku 1980. Získal s Levski mistrovské tituly v letech 1984, 1985 a 1988, vyhrál bulharský fotbalový pohár 1984 a 1986 a Pohár Sovětské armády 1984, 1987 a 1988, postoupil do čtvrtfinále PVP 1986/87. Pak mu bylo dovoleno odejít do zahraničního angažmá, hrál ve Španělsku za RCD Espanyol a Real Zaragoza a ve Francii za RC Lens. Roku 1993 se vrátil do Bulharska, vyhrál ligu s Levski v letech 1993 a 1994 a s PFK Slavia Sofia v roce 1996. Kariéru ukončil v roce 1998.
Byl nejlepším střelcem bulharské ligy v sezónách 1986/87, 1987/88, 1991/92 a 1993/94. V sezóně 1986/87 obsadil se 36 ligovými brankami třetí místo v soutěži o evropskou Zlatou kopačku. Se 165 brankami je nejlepším střelcem v historii klubu Levski.

## Reprezentační kariéra
V bulharské fotbalové reprezentaci debutoval v roce 1983. Startoval na mistrovství světa ve fotbale 1986, kde vstřelil vyrovnávací gól v úvodním utkání proti Itálii. Na mistrovství světa ve fotbale 1994 dosáhl s bulharským týmem historického úspěchu, když skončil na čtvrtém místě. Jednou brankou přispěl k vítězství nad Argentinou v základní skupině. Byl nominován také na Mistrovství Evropy ve fotbale 1996, kde se v zápase s Rumunskem rozloučil s reprezentační kariérou, během níž odehrál 78 zápasů a vstřelil 24 branek.

## Další aktivity
Byl asistentem trenéra Bulharů Christo Boneva na mistrovství světa ve fotbale 1998. Později trénoval Slavii Sofia, byl sportovním ředitelem PFK Levski a v roce 2020 se stal v tomto klubu majoritním akcionářem.

## Osobní život
Jeho otec Petko Sirakov byl zápasnickým mistrem světa. S manželkou Ilianou Raevovou, která reprezentovala Bulharsko v moderní gymnastice, mají dvě dcery a tři vnučky.